# Lactarius uvidus
Lactarius uvidus (Elias Magnus Fries, 1818 ex Elias Magnus Fries, 1838) este o specie de ciuperci necomestibile din încrengătura Basidiomycota, în familia Russulaceae și de genul Lactarius. O denumire populară nu este cunoscută. Acest burete destul de frecvent coabitează, fiind un simbiont micoriza (formează micorize pe rădăcinile arborilor). În România, Basarabia și Bucovina de Nord trăiește solitar sau în grupuri mici, pe sol sărac în nutrienți și necalcaros, în pădurile umede, de foioase precum prin zăvoaie și la marginea turbăriilor, în special pe sub sălcii și mesteceni, dar, de asemenea, în simbioză cu arini sau frasini. Apare de la câmpie la munte, cu predilecție în regiuni montane, din iulie până în octombrie (noiembrie).

## Taxonomie

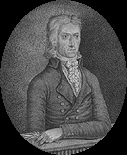
August Batsch

Specia a fost descrisă și desenată pentru prima dată de micologul german August Batsch drept Agaricus lividorubescens în volumul 2 al operei sale Elenchus Fungorum latine et germanice - Continuatio secunda din 1789.
Dar comitetele de nomenclatură au decis că numele binomial are să fie Agaricus uvidus, determinat de marele savant suedez Elias Magnus Fries în volumul 2 al lucrării sale Observationes mycologicae din 1818.
Apoi, în 1838, Fries însuși a transferat soiul la genul Lactarius sub păstrarea epitetului în cartea sa Epicrisis systematis mycologici, seu synopsis hymenomycetum din 1838. Taxonul Lactarius uvidus este numele curent valabil (2020).
Toate celelalte încercări de redenumire și variații descrise (vezi infocaseta) sunt acceptate sinonim, dar nefolosite.
Epitetul este derivat din cuvântul latin (latină uvidus=jilav, ud, umed), referindu-se la locul în care se găsește ciuperca.

## Descriere
- Pălăria: are un diametru de 4–7 (10) cm, este nu prea cărnoasă, fragilă, pentru mult timp convexă cu marginea răsfrântă spre picior și cu puțin puf albicios, apoi, din ce în ce mai plată și chiar adâncită, uneori cu un gurgui larg și vizibil, dar nu prea proeminent. Cuticula este netedă, lipicioasă până slab unsuroasă, pe vreme umedă forte vâscoasă, de fapt fără zone concentrice, sugerând însă ocazional unele liliaceu-brune. Coloritul pălăriei, în centru mai închis,  variază între palid gri-violet și gri-brun, dar poate fi și ocru până bej. La bătrânețe se decolorează brun-carneu. Când pălăria este atinsă, devine repede violet-negricioasă.

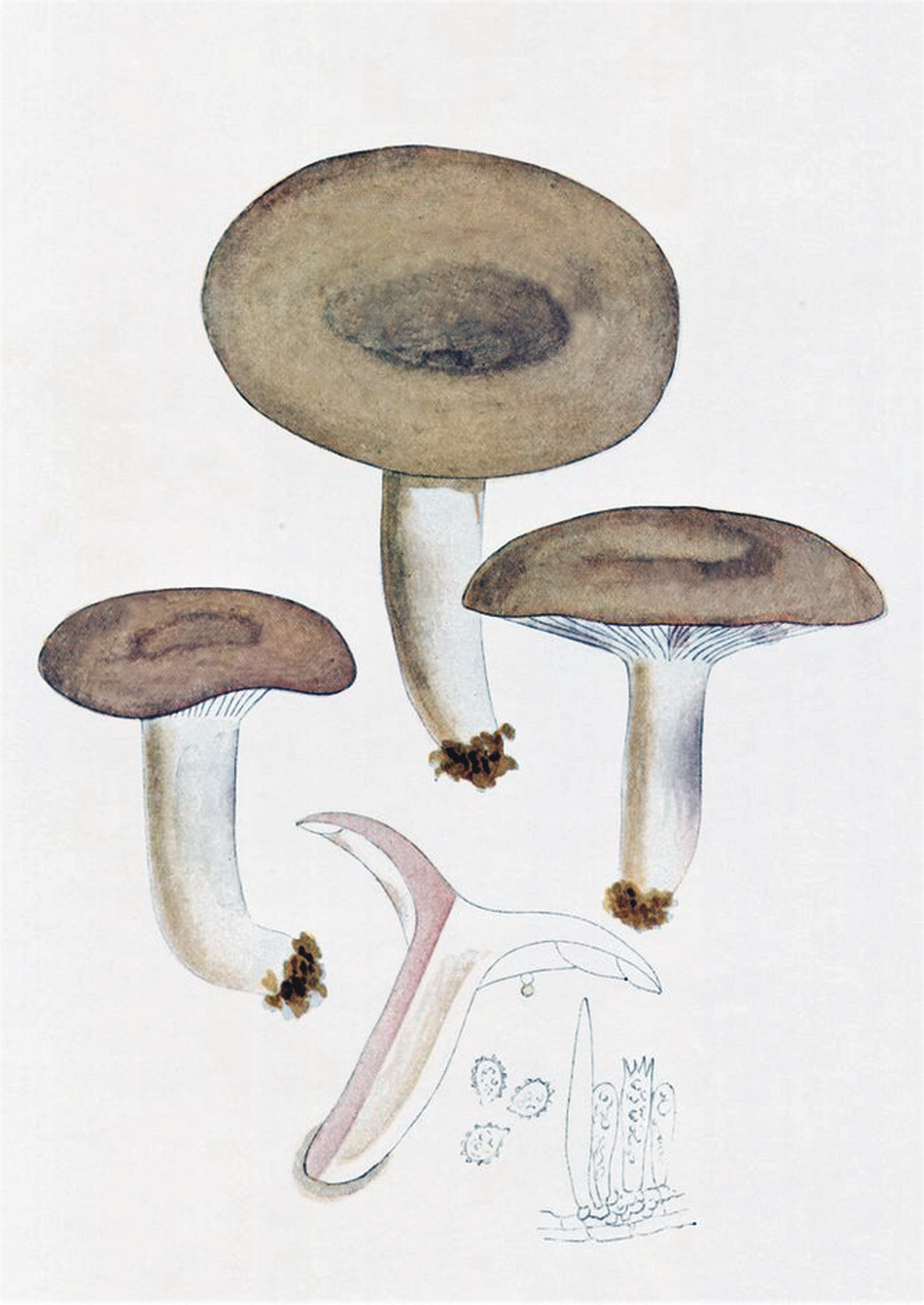
Bres.: Lactarius uvidus

- Lamelele: sunt dese, subțiri, bifurcate și intercalate, orizontale sau slab arcuite, cu muchii netede, fiind ori aderate larg la picior, ori puțin decurente de-a lungul lui. Coloritul este albicios-roz până albicios-crem, dar, la cea mai mică atingere, devin brun-violet.
- Piciorul: are o înălțime de 4-7 (10)cm și o lățime de 1-2 cm, este robust, cilindric precum adesea puțin subțiat spre bază, tânăr plin, iar la bătrânețe gol pe dinăuntru. Suprafața netedă, unsuros-lipicioasă ca cuticula, este albicioasă până gri, uneori pătată ocru. Nu prezintă un inel.
- Carnea: fragedă, spongioasă și albă este sub cuticulă gri-liliacee și se decolorează după tăiere violet, mirosul fiind slab fructuos, dar gustul amar, astringent, însă numai moderat iute.
- Laptele:  care curge abundent la început, este alb, dar, în contact cu aerul, se colorează în violet închis, fiind amar, iute și astringent ca carnea. Fără contact cu el nu schimbă culoarea.[3][4]
- Caracteristici microscopice: are spori rotunjori cu o mărime de 9-10 x 8-9 microni, ușor amilozi (ce înseamnă colorabilitatea structurilor tisulare folosind reactivi de iod), hialini (translucizi), o suprafață cu crestături numai parțial reticulate, fiind presărată de negi mici de până la 1 µm. Pulberea lor este alb-gălbuie. Basidiile cu 4 sterigme fiecare sunt clavate și măsoară 40-45 (60) x 8 (11)-10 (13) microni. Cistidele (celule de obicei izbitoare și sterile care pot apărea între basidii și himen, stratul fructifer) sunt fusiforme cu o mărime de 60-70 x 7-9 microni.[9] Muchiile eterogene prezintă pe lângă basidii o mulțime de cheilocistide (elemente sterile situate pe muchia lamelor) clavate, uneori în formă de sticlă care măsoară 30-65 x 6-10 microni, dar numai puține pleurocistide (elemente sterile situate în himenul de pe fețele lamelor) și ele fusiforme de 50-100 × 10-12 microni. Nu prezintă cheilocistide (elemente sterile situate pe muchia lamelor). Pileocistidele (elemente sterile de pe suprafața pălăriei) constau din hife puternic gelatinoase, ascendente și neregulat încolăcite, late de 1-5µm. Dedesubt se mai pot descoperi hife paralele cu o lățime de 2-4µm, și ele gelatinoase.[10][11]
- Reacții chimice: nu sunt cunoscute.[3][4]

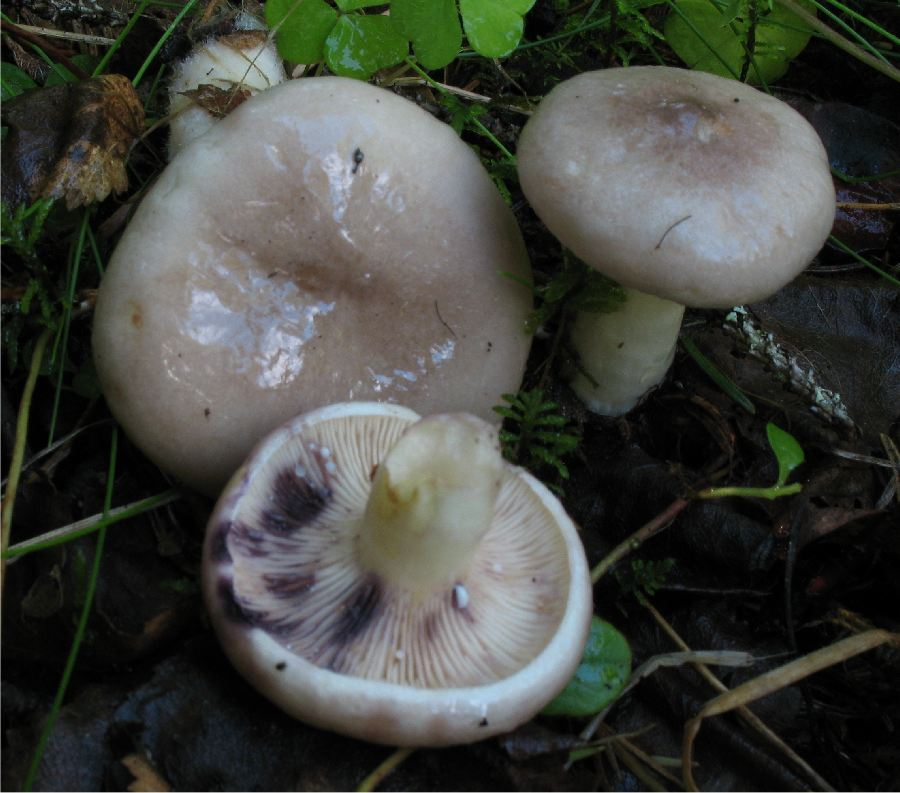
L. uvidus, pălărie, lamele și picior
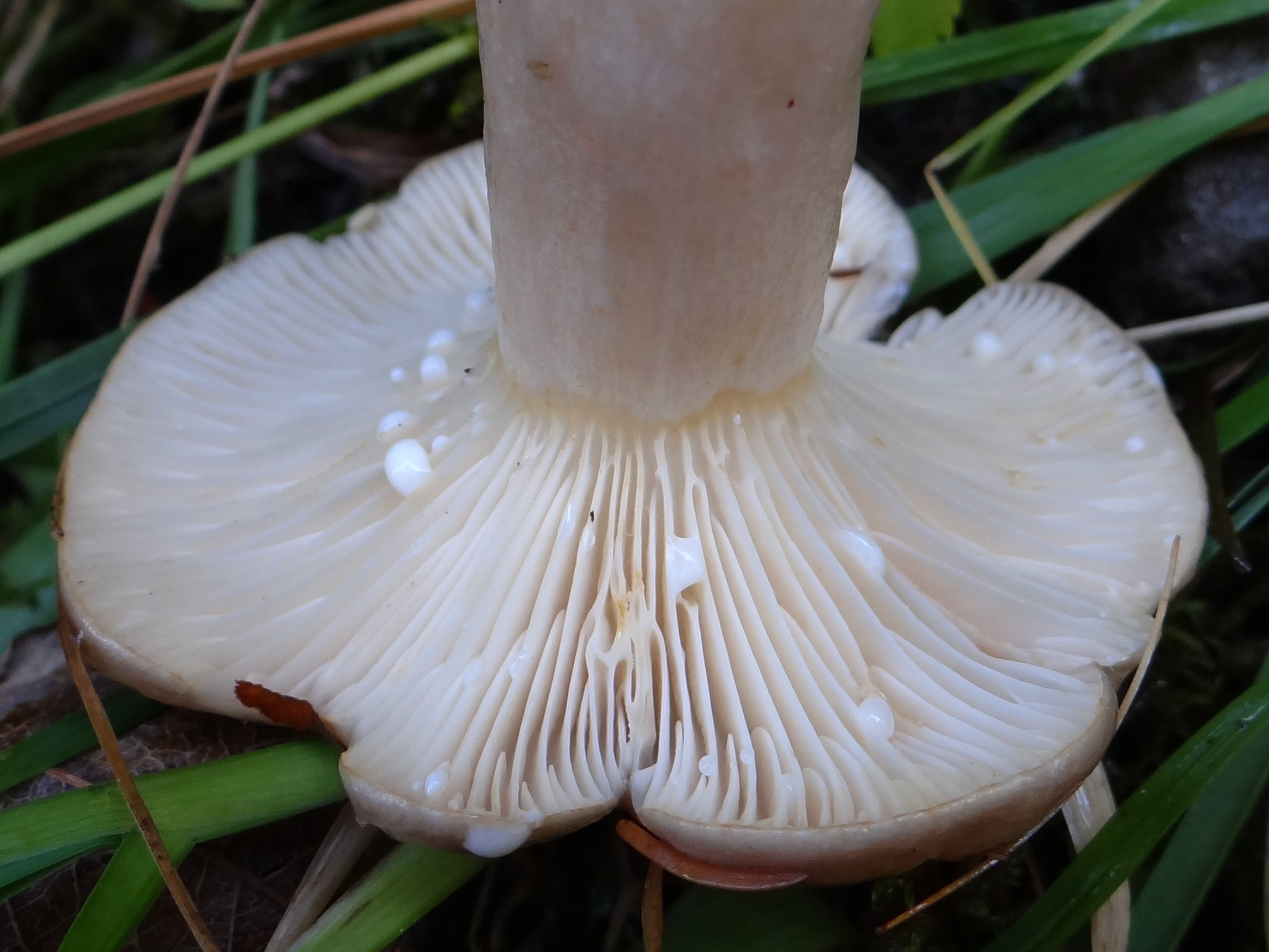
L. uvidus, lamele din apropiere
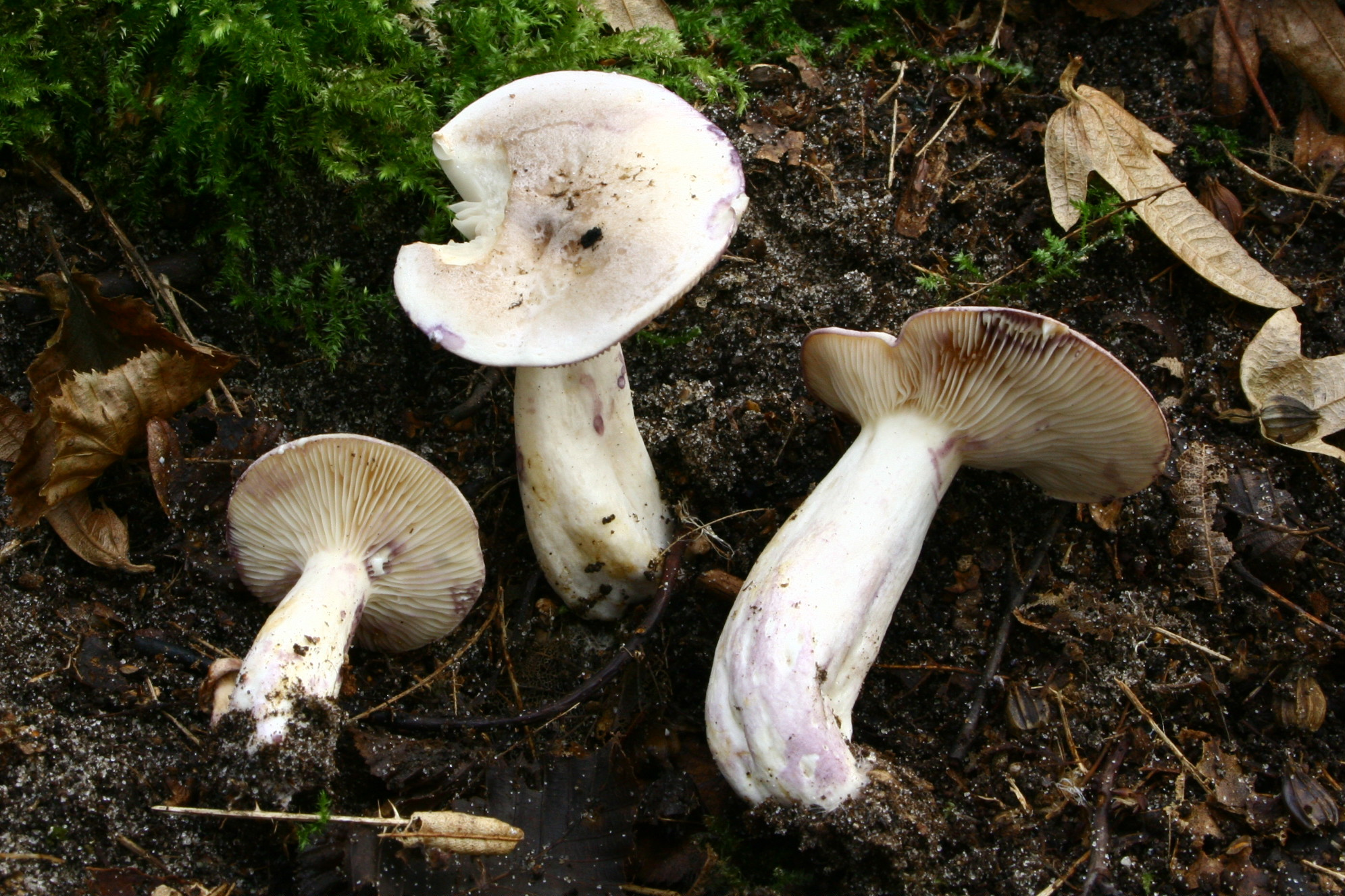
L. uvidus pe timp uscat
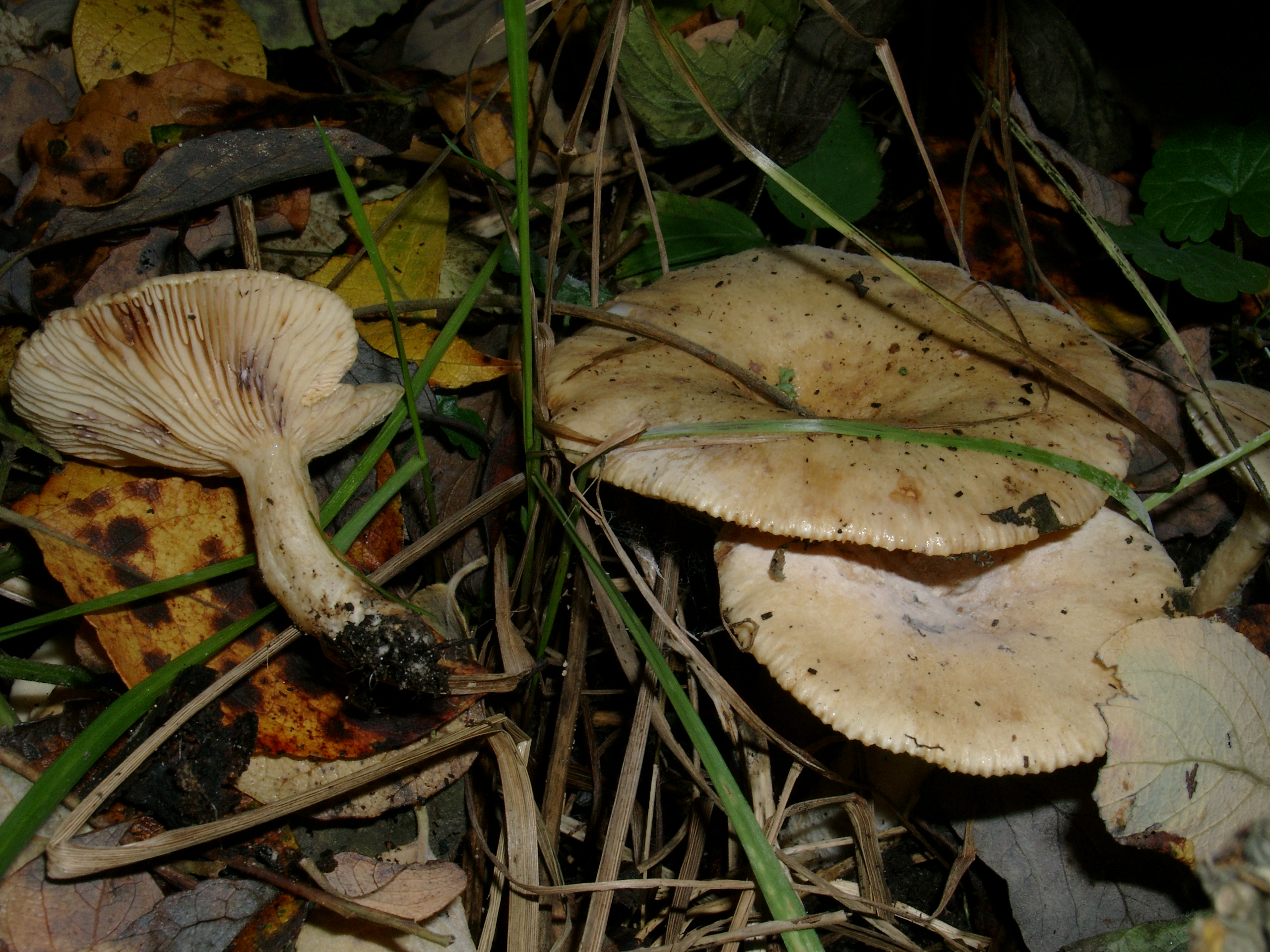
L. uvidus mai bătrâni

## Confuzii
Dacă nu se dă seama de colorarea ciuperci în violet după o leziune, ea poate fi confundată preponderent cu specii înrudite, aproape toate necomestibile sau otrăvitoare, amare sau iute. Exemple sunt: Lactarius acris (necomestibil), Lactarius albocarneus (necomestibil), Lactarius aspideus sin. Lactarius flavidus (necomestibil), Lactarius azonites (necomestibil), Lactarius blennius (necomestibil), Lactarius decipiens (necomestibil), Lactarius fluens (necomestibil), Lactarius glyciosmus (condiționat comestibil), Lactarius mammosus sin. Lactarius fuscus (necomestibil), Lactarius pallidus (necomestibil), Lactarius pubescens (otrăvitor), Lactarius rufus (necomestibil), Lactarius vietus (necomestibil) sau Lactarius violascens (necomestibil).

## Specii asemănătoare în imagini

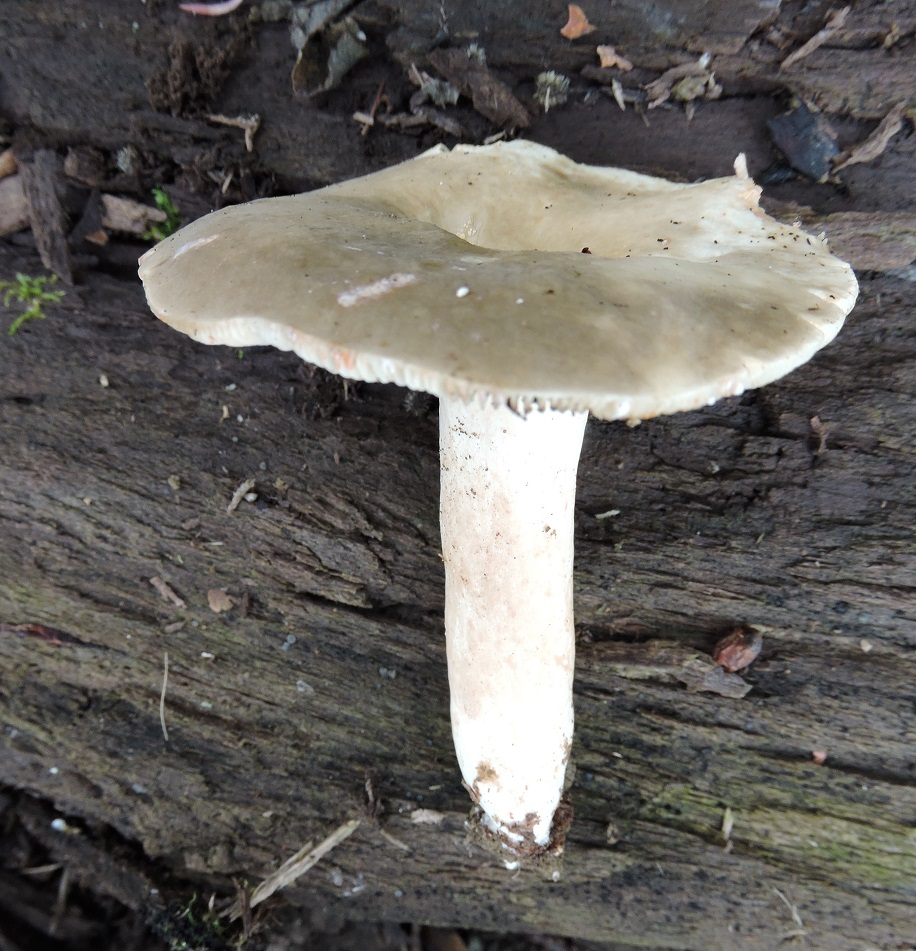
!Lactarius acris!
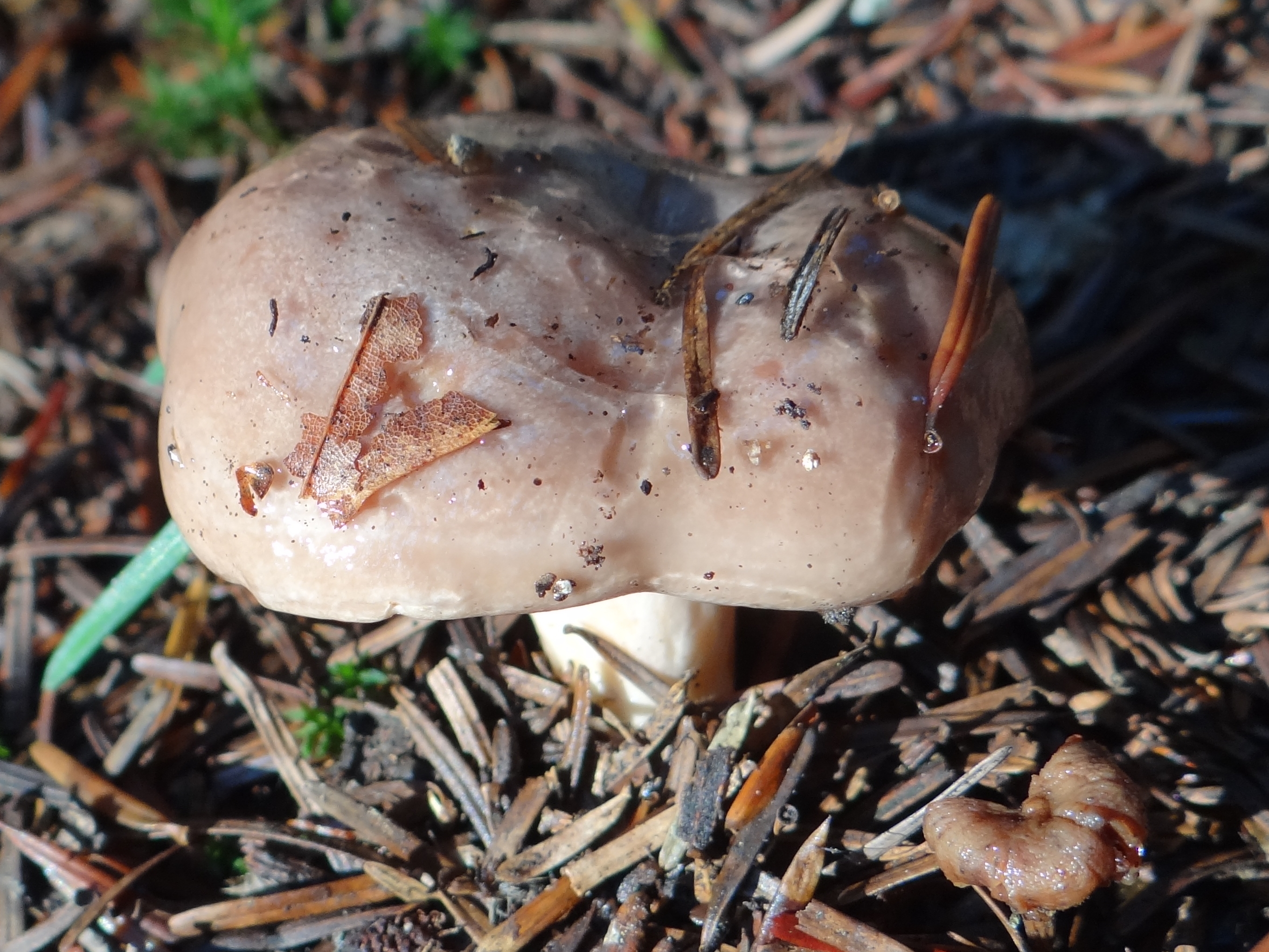
!Lactarius albocarneus!
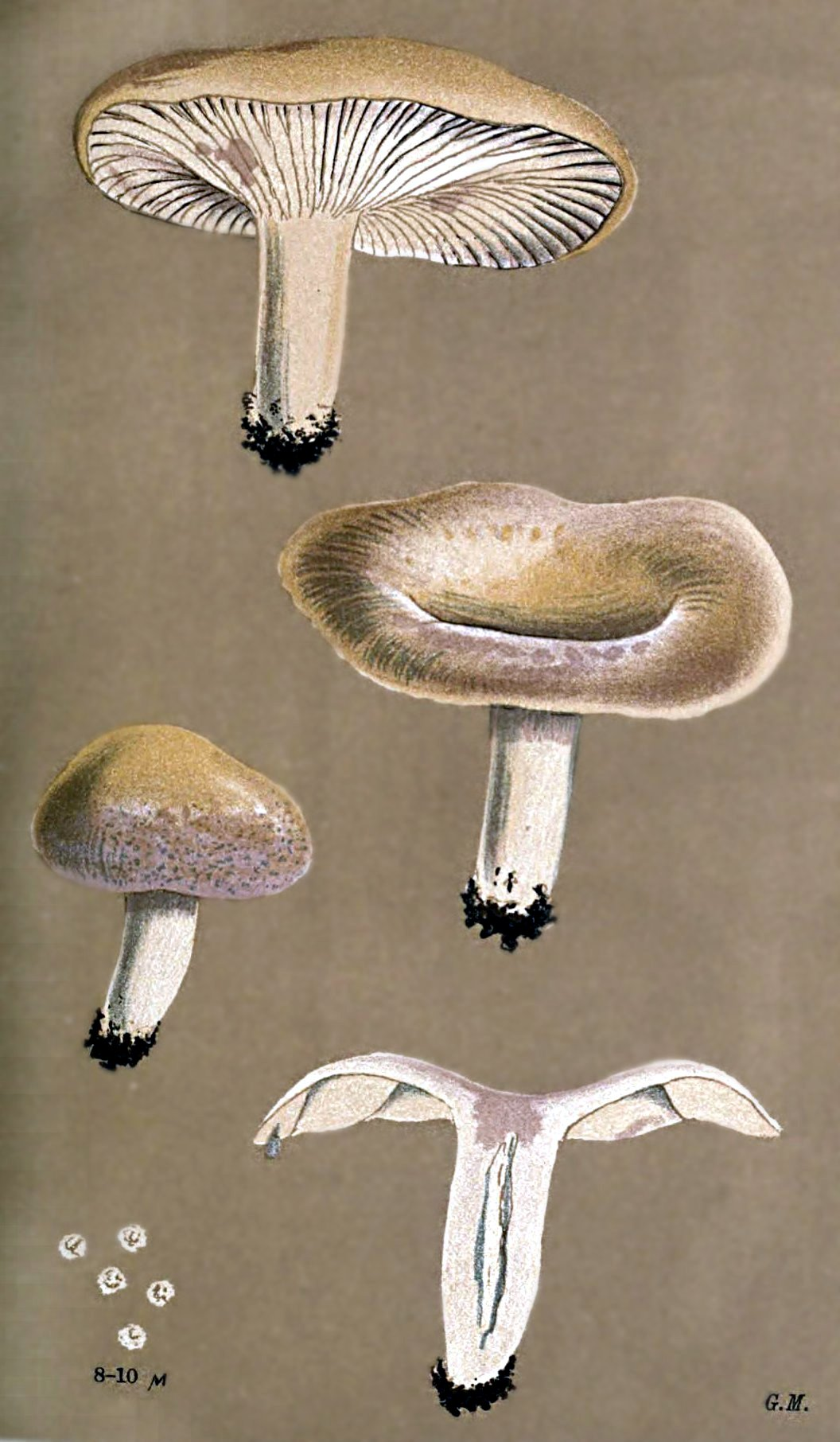
!Lactarius aspideus!  sin. !Lactarius flavidus!
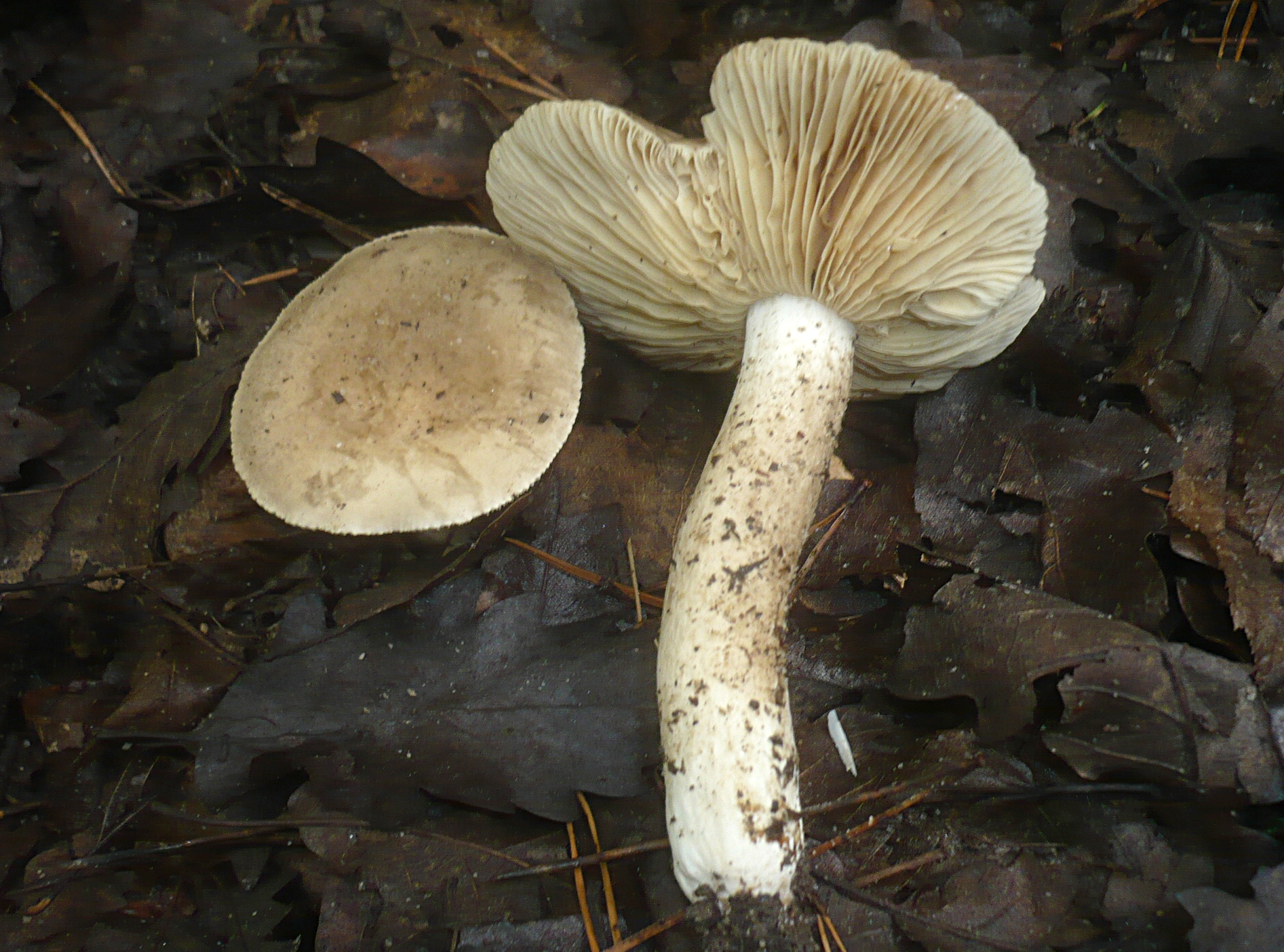
!Lactarius azonites!
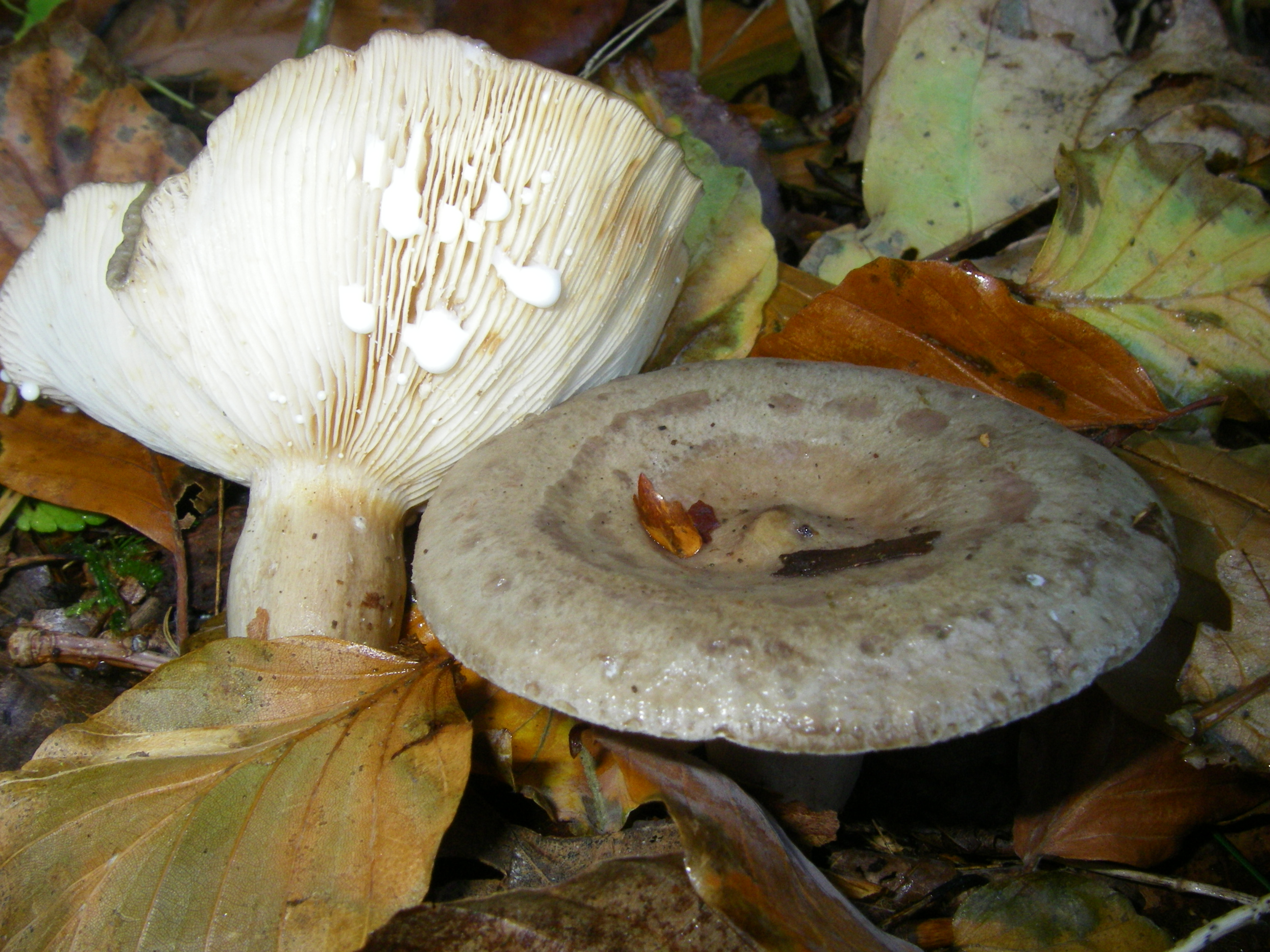
!Lactarius blennius!
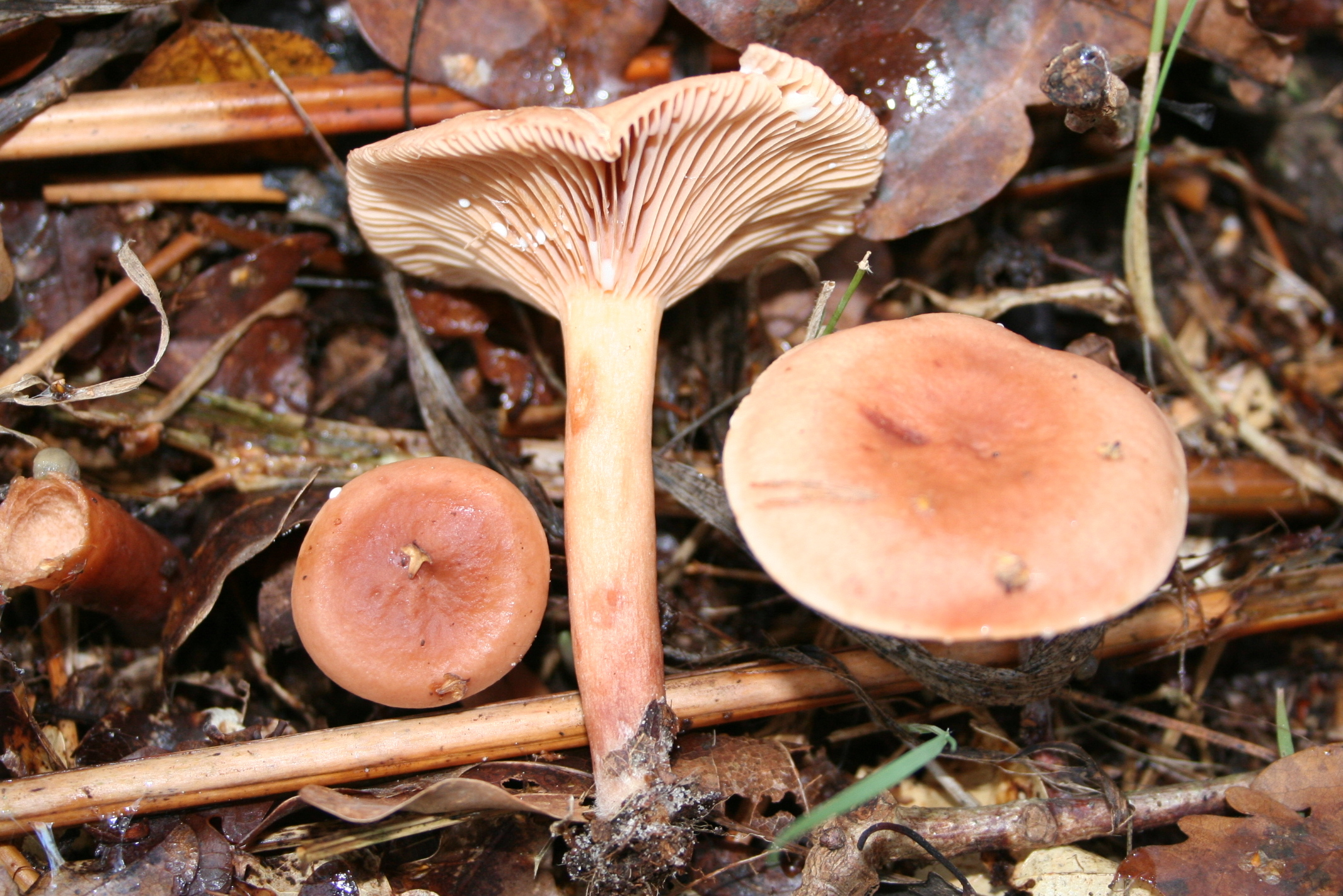
! Lactarius decipiens!
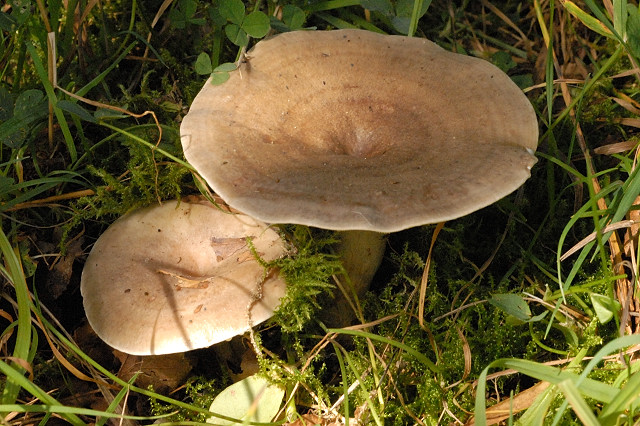
!Lactarius fluens!
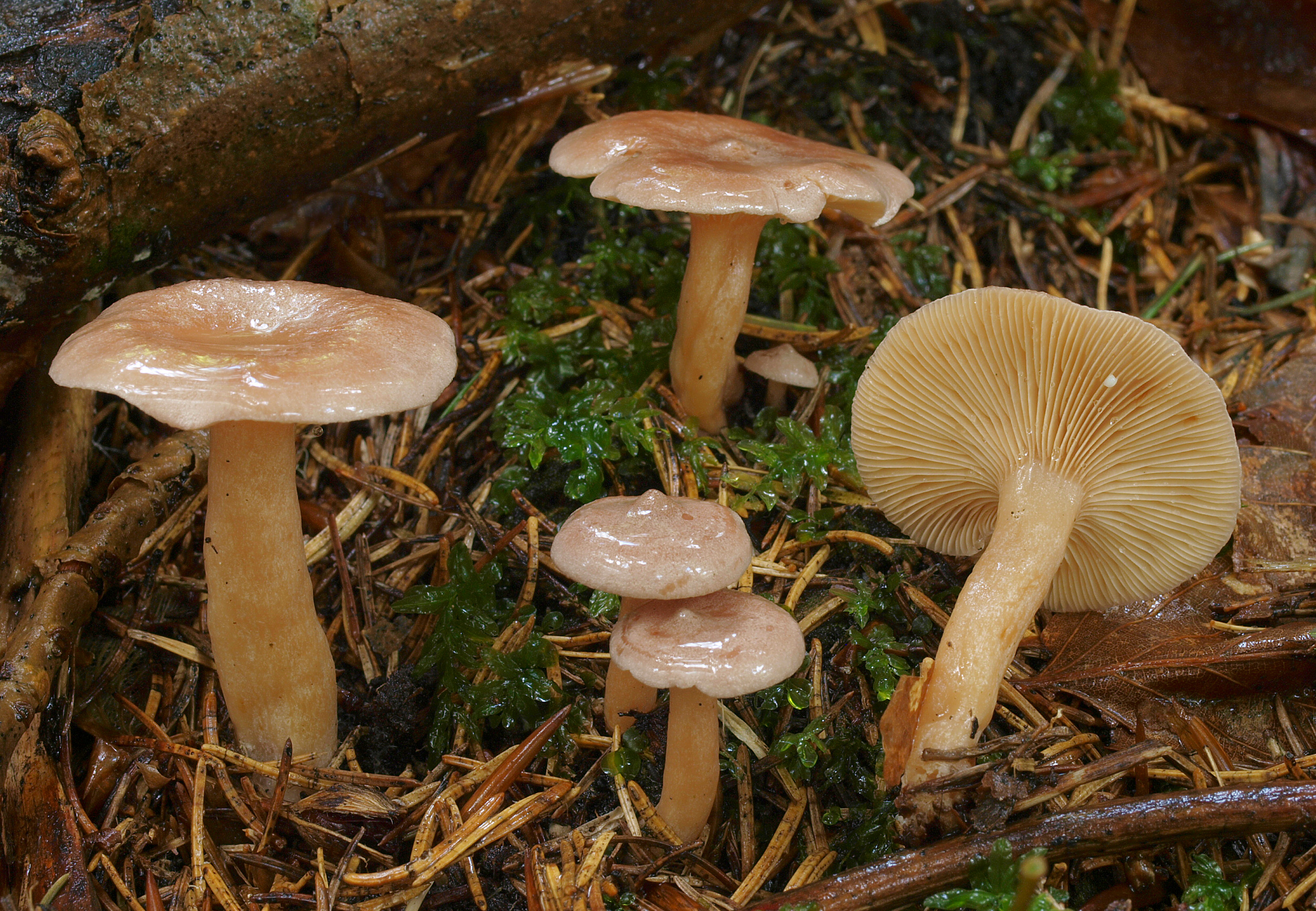
Lactarius glyciosmus

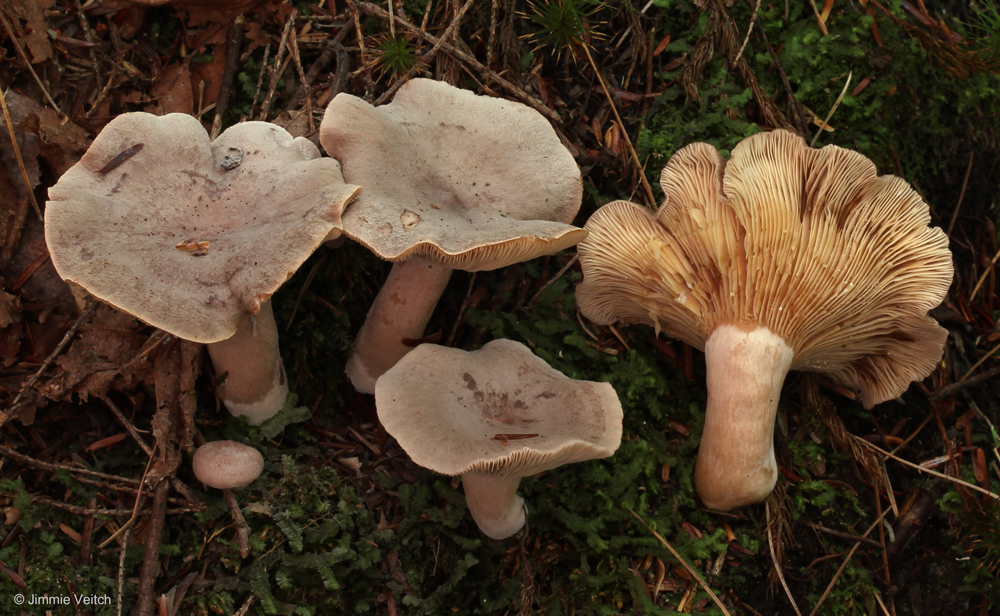
!Lactarius mammosus!
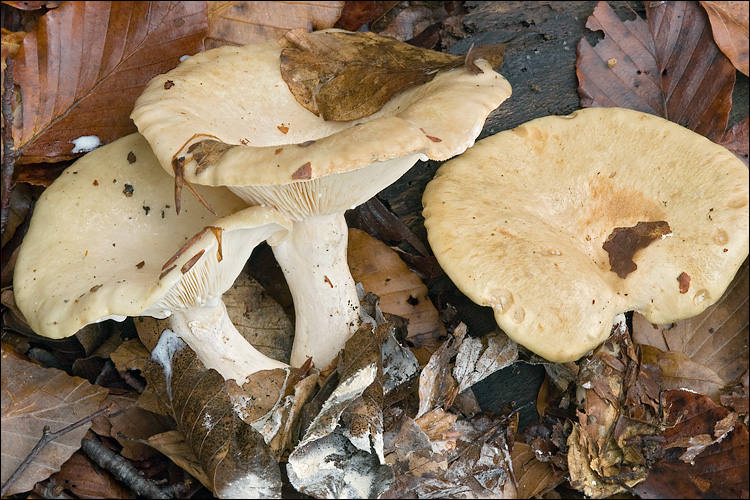
!!Lactarius pallidus!!
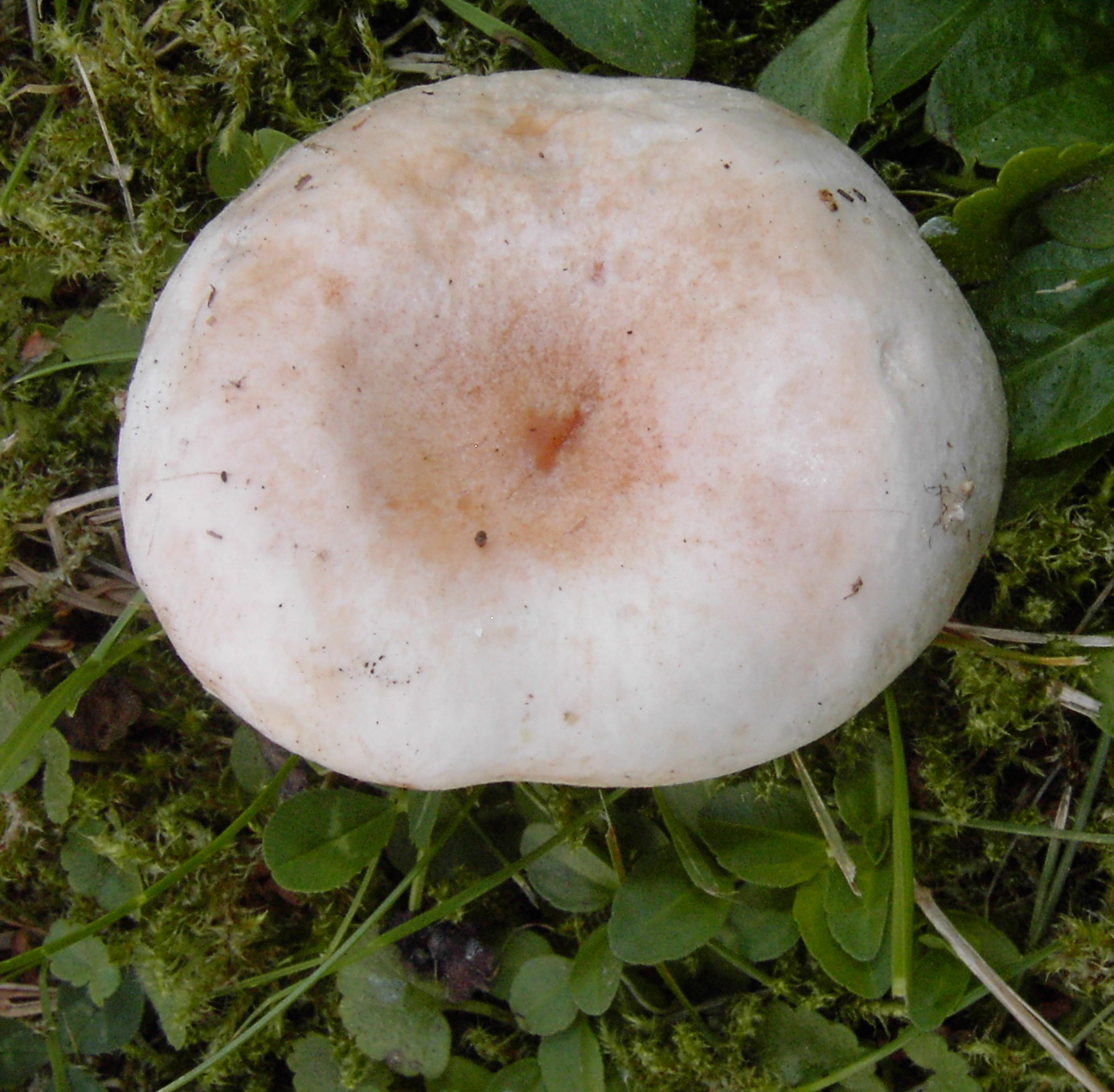
!!Lactarius pubescens!!
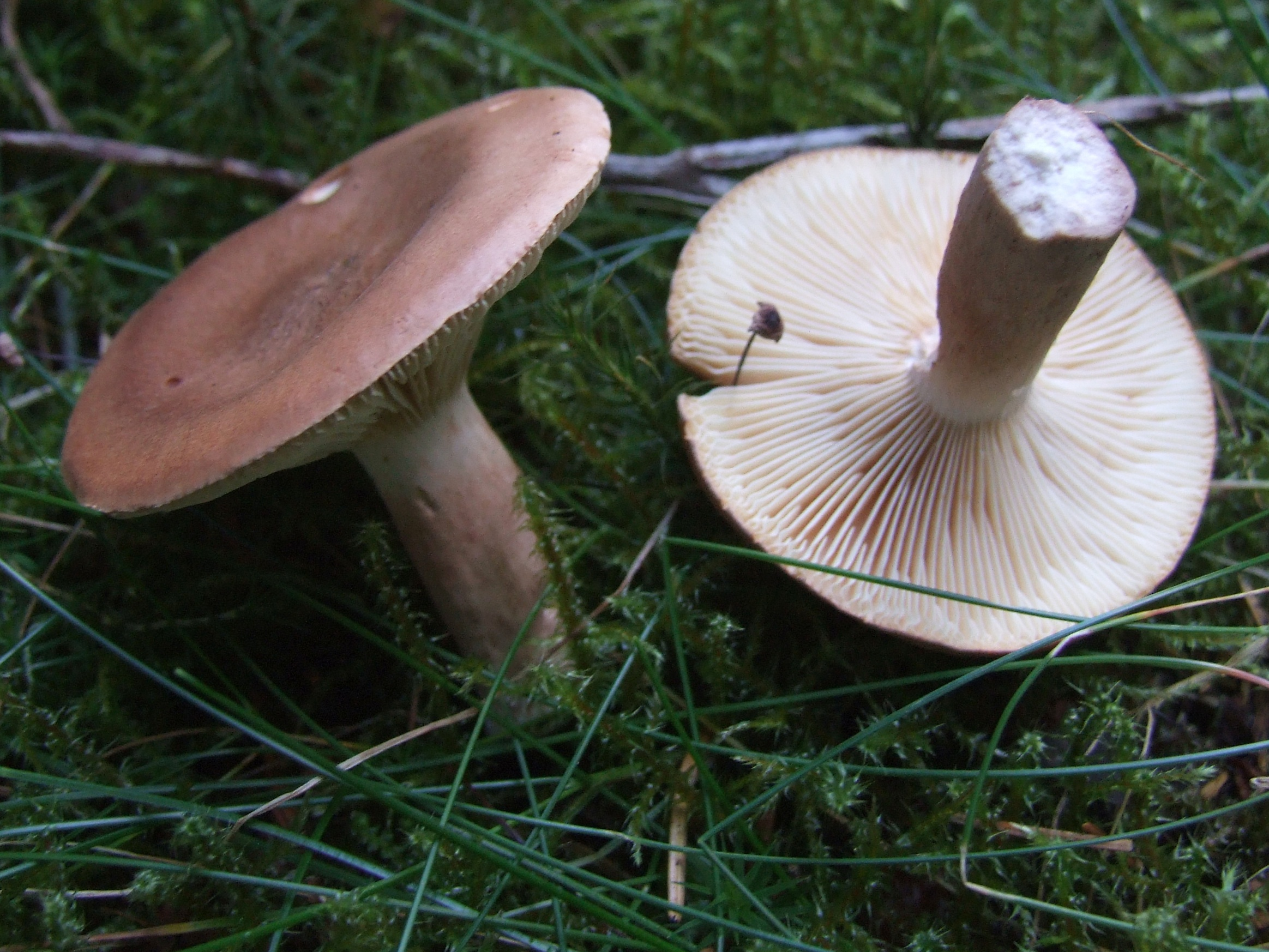
!Lactarius rufus!
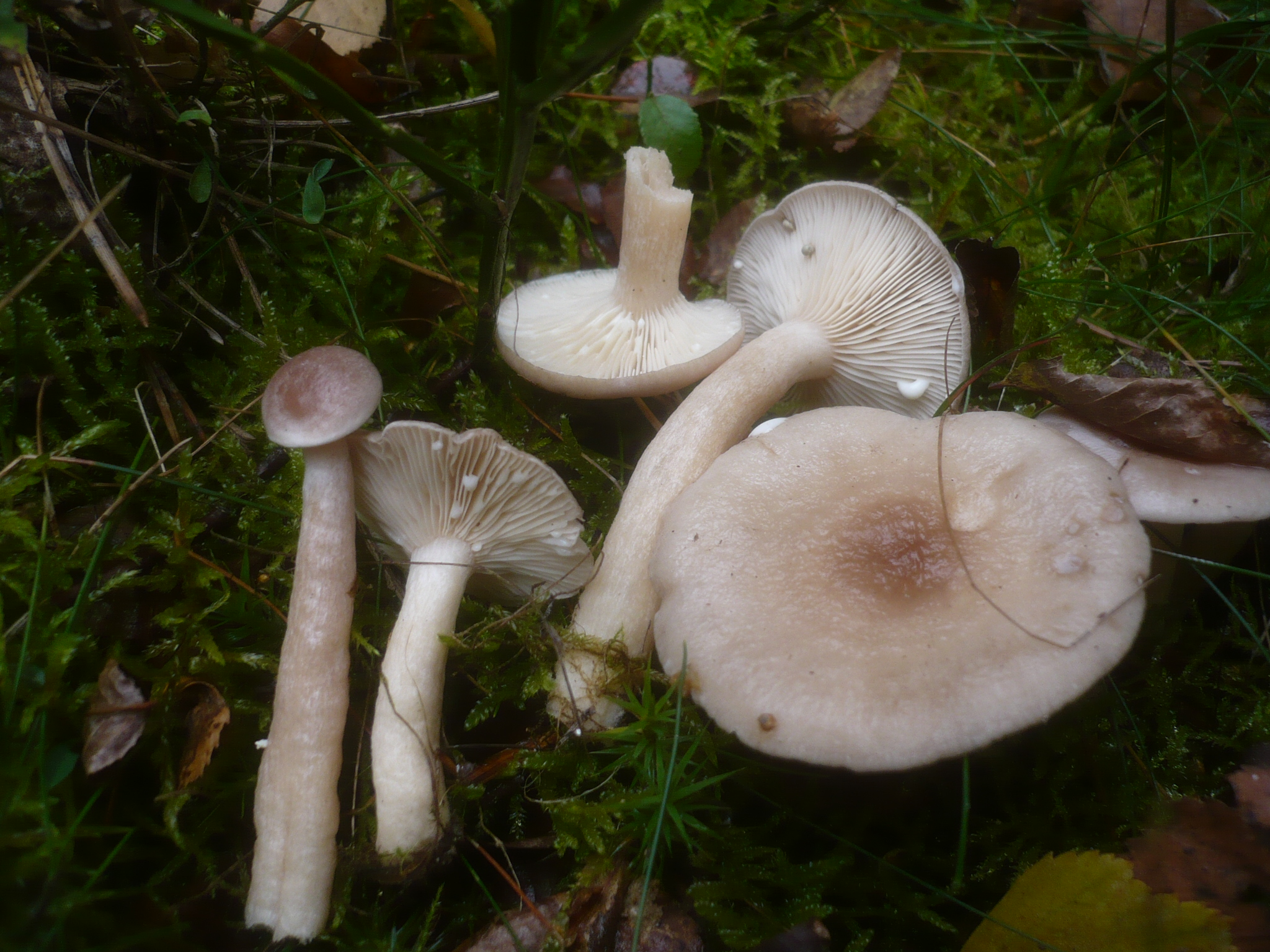
!Lactarius vietus!
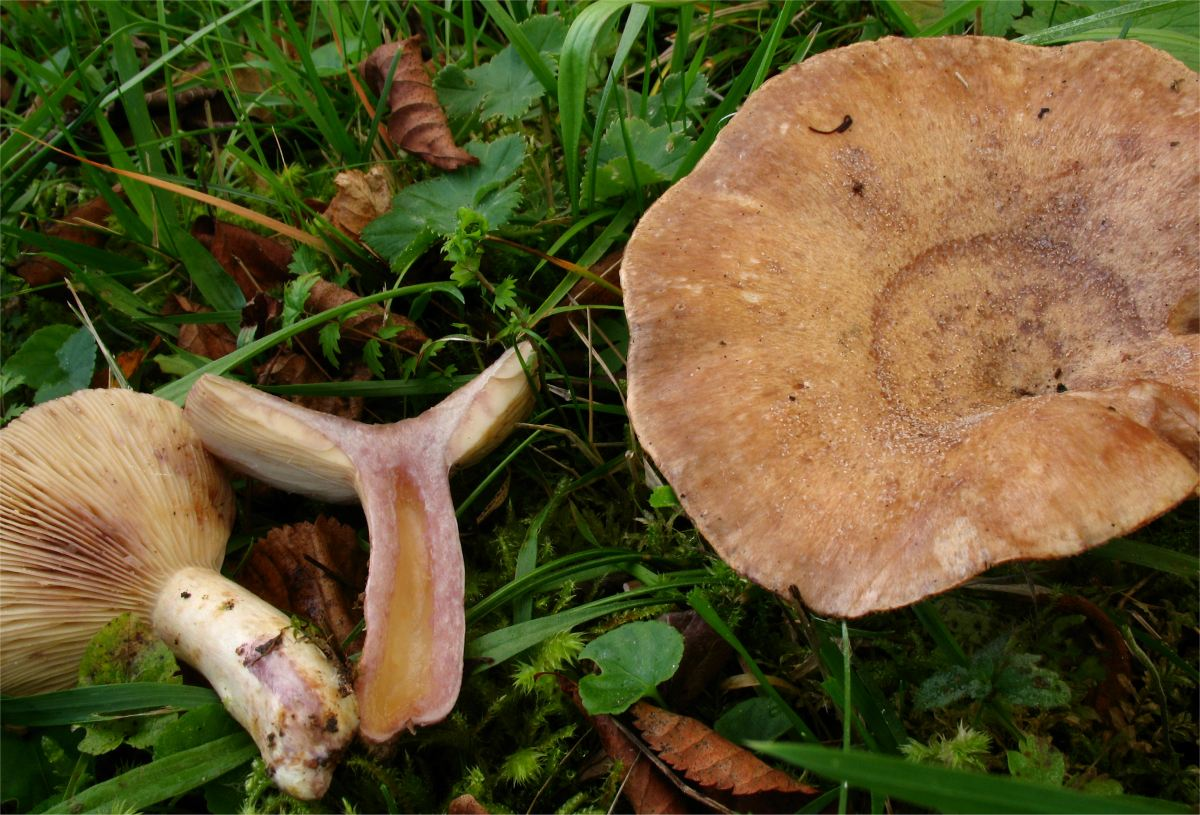
!Lactarius violascens!

## Valorificare
Deși de miros plăcut, specia este necomestibilă din cauza gustului amar, astringent și iute.